# 大阪朝鮮中高級学校
大阪朝鮮中高級学校（おおさかちょうせんちゅうこうきゅうがっこう、오사까조선중고급학교）は、大阪府大阪市東成区東中本三丁目にある朝鮮学校。
学校教育法における非一条校であるために各種学校扱いとなっている。主に大阪府・奈良県・和歌山県在住の生徒を受け入れている。
2020年度より、より良い民族教育の発展と中高一貫教育の基盤強化のため中高級学校となった。

## 校章
通称「三ペン」。三本のペンは勤勉、三つのハンマーは勤労を象徴し、三千里錦繍江山と朝鮮民族三千万（当時の南北合計人口）を表現した。
現在校章はあまり使われることはなく、制服にも校章は掲げていない。

## 沿革
- 1952年 - 大阪市生野区田島で開校[1]。(開校日は1952年4月10日であるが、創立記念日を1961年9月10日としている)
- 1957年 - 8月10日に、河内市（現・東大阪市）玉串元町へ移転。
- 1973年 - 東大阪市菱江のへ移転。新校舎が竣工。
- 1991年 - 大阪府総体に限り朝鮮高校の参加が認められる。ラグビー部が初参加でベスト16に入る。
- 1994年 - 高体連が特例による全国大会への参加を認める。
- 1999年 - ラグビー部が、大阪府総体で準優勝。全国大会大阪府予選で準優勝。
- 2003年 - ラグビー部が、全国高等学校ラグビーフットボール大会大阪府予選で初優勝を飾る。全国大会へ初出場。（二回戦進出）
- 2012年 - 吹奏楽部が大阪府代表として、第62回関西吹奏楽コンクール（関西支部大会・小編成の部）へ初出場し金賞を受賞。
- 2018年 - 東大阪朝鮮中級学校を併設。
- 2020年 - 東大阪朝鮮中級学校と統合し、中高一貫教育強化目的で、大阪朝鮮中高級学校と校名を変更する[2]。
- 2020年 - 2021年 - ラグビー部が全国高等学校ラグビーフットボール大会でベスト4。
- 2025年 - 大阪市東成区東中本（旧中大阪朝鮮初級学校跡地）に移転。新校舎完成。

## 立ち退き請求事件（土地の明け渡し問題）
旧校舎（東大阪市菱江）は、1971年に都市計画決定された土地区画整理事業の区域内にあり、移転前から減歩が予定されていた。しかし、長年にわたって代替地が確保されない状態が続き、1995年には換地処分の公告が行われ、グラウンドの一部2,000m2が市有地として所有権登記された。東大阪市と大阪朝鮮学園はその後も市有地とされた敷地の売却協議を行ったものの購入価格で折り合いがつかず、その間も大阪朝鮮高級学校は敷地の使用を続けていた。2006年11月30日、東大阪市は、大阪朝鮮高級学校が市有地を約12年間賃料を払わずに占有しているとして、土地の明け渡しと賃料約7,900万円の支払いを求めて提訴。2009年11月に、大阪朝鮮高級学校が14,600万円で買い取るとともに、提訴時からの使用料相当額を支払うことで和解が成立した。

## 学科
- 高級部（文系クラス・理系クラス・日本の国公私立学校からの編入クラス）

近年は学力にも力を入れ、有名私学へ合格者も多数輩出している。

## 著名な出身者
- 姜鉉守 - サッカー選手 （Jリーグ・カターレ富山）
- 金東秀 - サッカー選手 （KSL・FC大阪）
- 金正訓 - サッカー選手 （JFL・MIOびわこ草津）
- 崔仁洙 - サッカー選手 （JFL・栃木SC）
- 梁勇基 - サッカー選手 （Jリーグ・ベガルタ仙台）
- 李栄直 - サッカー選手 （Jリーグ・徳島ヴォルティス）
- 朴昇利 - サッカー選手 （JFL・FC大阪)
- 権晶秀 - ラグビー指導者 （現・大阪朝鮮高校監督）
- 成昴徳 - ラグビー選手 （三菱重工相模原ダイナボアーズ）
- 鄭貴弘 - ラグビー選手 （釜石シーウェイブス）
- 金寛泰 - ラグビー選手 （東芝ブレイブルーパス）
- 権裕人 - ラグビー選手 （パナソニック ワイルドナイツ）
- 朴成基 - ラグビー選手 （Honda HEAT）
- 南宗成 - ラグビー選手 （マツダブルーズーマーズ）
- 梁正秋 - ラグビー選手 （神戸製鋼コベルコスティーラーズ）
- 金勇輝 - ラグビー選手 （NTTドコモレッドハリケーンズ）
- 張泰堉 - ラグビー選手 （NTTドコモレッドハリケーンズ）
- 趙隆泰 - ラグビー選手 （NTTドコモレッドハリケーンズ）
- 李智栄 - ラグビー選手 （NTTドコモレッドハリケーンズ）
- 金廉 - ラグビー選手 （NTTドコモレッドハリケーンズ）
- 金典弘 - ラグビー選手 （トヨタ自動車ヴェルブリッツ）
- 孫昇己 - ラグビー選手 （クボタスピアーズ）
- 李城鏞 - ラグビー選手 （三菱重工相模原ダイナボアーズ）
- 韓尊文 - ラグビー選手 （神戸製鋼コベルコスティーラーズ）
- 朴成浩 - ラグビー選手 （キヤノンイーグルス）
- 呉洸太 - ラグビー選手 （Honda HEAT）
- 安昌豪 - ラグビー選手 （キヤノンイーグルス）
- 金秀隆 - ラグビー選手 （クボタスピアーズ）
- 李承記 - ラグビー選手
- 李承爀 - ラグビー選手 （帝京大学）
- 李承信 - ラグビー選手 （神戸製鋼コベルコスティーラーズ）
- 趙誠悠 - ラグビー選手 （日本大学）
- 呉嶺太 - ラグビー選手 （NTTドコモレッドハリケーンズ大阪）
- 文裕徹 - ラグビー選手 （花園近鉄ライナーズ）
- 尹礼温 - ラグビー選手 （東芝ブレイブルーパス東京）
- 李冽理 - ボクシング選手（元WBA世界スーパーバンタム級王者）
- 帝里木下 - ボクシング選手（第35代日本スーパーフライ級王者）
- 李健太 - ボクシング選手（元高校6冠）
- 高英起 - ジャーナリスト
- 高昌帥 - 作曲家（大阪音楽大学・大阪音楽大学短期大学部准教授）
- ちすん - 女優
- 朴悠那 - ミュージカル俳優

## 生徒数
2023年1月時点で中等部188人、高等部160人の合計348人。

## 交通
- 緑橋駅（OsakaMetro今里筋線/中央線） 南へ約600 m。
- 今里駅（OsakaMetro今里筋線/千日前線） 北へ約700 m。
- 玉造駅（JR大阪環状線/OsakaMetro長堀鶴見緑地線） 東へ約1.1 km。